# Caramelinho-do-amaranto
O caramelinho-do-amaranto, também chamado de listradinho-do-amaranto (Disonycha glabrata) é uma espécie de besouro pulga listrado da família Chrysomelidae. 
Alimenta-se das herbáceas do gênero Amaranthus onde também deposita seus ovos. O primeiro estágio (duração do primeiro ínstar) para as larvas desta espécie é de 3,6 dias. O segundo estágio dura 2,6 dias seguidos por 2,9 dias do terceiro estágio, período em que a espécie também passa 13,5 dias no solo.